# Arrigo Frusta
Augusto Sebastiano Ferraris dit Arrigo Frusta (né le 26 novembre 1875 à Turin, Italie - mort le 26 novembre 1965 à Turin) est un scénariste et réalisateur italien.

## Carrière
Augusto Sebastiano Ferraris a d'abord été avocat puis journaliste. Il devint scénariste en 1919 à l'Ambrosio Film sous son nom de plume Arrigo Frusta. On lui doit plus de 80 scénarios, ainsi qu'une dizaine de films en tant que réalisateur.

## Filmographie partielle

### Scénariste
- 1909 : Parjure (film) (Spergiura!) de Arturo Ambrosio et Luigi Maggi
- 1909 : Néron de Luigi Maggi
- 1911 : Les Noces d'or (Nozze d'oro) de Luigi Maggi et Arturo Ambrosio
- 1914 : Eaux miraculeuses (L'acqua miracolosa) d'Eleuterio Rodolfi
- 1922 : Le perle di Cleopatra de Guido Brignone

### Réalisateur
- 1911 : La mère et la mort (La madre e la morte)
- 1914 : Othello (Otello)